# Windpark Harlingerode
Der Windpark Harlingerode, im internen politischen Gebrauch auch als Windpark Kaltes Feld bezeichnet, ist ein Windpark in der Feldmark des niedersächsischen Ortes Harlingerode, einem Stadtteil von Bad Harzburg im Landkreis Goslar. Er wurde zwischen 2001 und 2002 errichtet und besteht aus insgesamt fünf Windkraftanlagen.

## Geografie
Der Windpark befindet sich am Stübbeberg, einer Abdachung zwischen der Ortschaft Harlingerode und dem Okertal am Nordwestrand der Feldmark. Die unbesiedelte, jedoch infrastrukturell gut erschlossene Feldmark zwischen den Städten Bad Harzburg und Goslar ist weiter nordwestlich auch durch den Windpark Immenrode zugänglich. Im Osten fließt die Hurle am Windpark vorbei, die wiederum an die vierspurig ausgebaute Bundesstraße 6 grenzt. Westlich vom Windpark befindet sich das Kalte Feld, eine durch die Verhüttung der Zinkhütte Harlingerode geprägte Heide-/Laubwaldlandschaft.

## Geschichte
Die Stadt Bad Harzburg erwog die Einrichtung eines Windparks auf den Abdachungen des Stübbe- und Galgenbergs seit Anfang der 1990er-Jahre. Bereits 1995 wurde am Radauanger der Windpark Schlewecke in Betrieb genommen. Zu einer konkreteren Festlegung kam es durch den Landkreis Goslar 1997, als die Eignungsgebiete und Vorrangstandorte festgelegt wurden.
In zwei Schritten wurde der Windpark in den Jahren 2001 und 2002 eröffnet. Zunächst richtete die SOWIWAS – Windkonzept 2000 KG eine Anlage Typ Enercon E-66/18.70 ein, die am 7. September 2001 in Betrieb genommen wurde. Die Bürgerstrom GmbH errichtete im Jahre 2002 je zwei Anlagen der Firma Enron (Enron 1.5sl 1,5MW) und Vestas  (Vestas V80 2,0 MW) ein.

### Erweiterung
Eine Bewertung aus dem Jahre 2008 des Regionalverbandes Braunschweig traf die Feststellung, dass der Windpark Harlingerode nicht erweiterbar ist. Als Gründe wurde der Standort innerhalb des Naturpark Harz/Entfernung von weniger als 2,5 km zum Harzrand und der Minimalabstand zwischen 200 und 400 Metern zu Wohngebieten in Harlingerode (vorgesehen sind Abstände von mindestens einem Kilometer) genannt, die zudem ein Repowering wegen der zu befürchtenden Mehrbelastung der Anwohner ausschließen.